# Bayota
Bayota est une localité du centre-est de la Côte d'Ivoire, et appartenant au département de Gagnoa, dans la région du Gôh (Fromager).
La localité de Bayota est un chef-lieu de commune.

## Sports
La localité dispose d'un club de football, l'US Bayota, qui évolue en Championnat de Division Régionale, équivalent d'une « 4e division » .